# Cystosarcoma phylloides

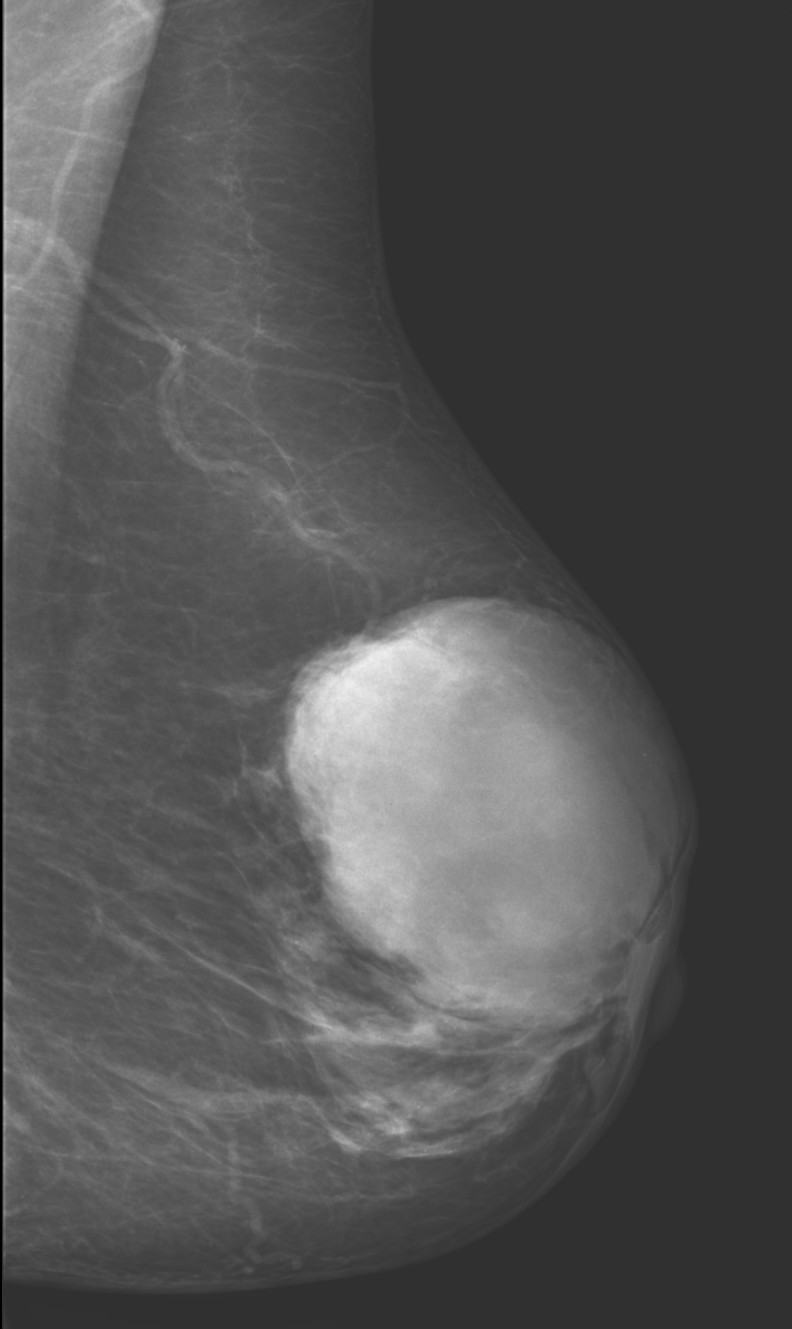
Cystosarcoma phylloides in der Mammographie

Das Cystosarcoma phylloides (synonym Phylloidtumor), auch Zystosarkom (der Brust) genannt, ist ein seltener Tumor an der Brust (Mamma) der erwachsenen Frau. Er hat Anteil von ca. 1 % an allen Brustdrüsentumoren.
Der Tumor zeigt sich als finger- oder keulenartige Wucherung des Bindegewebes und der Brustdrüse. Er wird als Sonderform des Fibroadenoms (gutartige Geschwülste der weiblichen Brust) angesehen. Phylloidtumore sind aber oft größer als diese und wachsen mit fingerartigen Ausläufern in das umgebende Brustgewebe. Der Tumor wächst (meist schnell) in Schüben und kann zu erheblicher Brustdeformation führen und auch die ganze Brust befallen.
Phylloidtumore können gutartig, grenzwertig („borderline“) oder bösartig sein bzw. werden. In ca. 85 % der Fälle ist ein Phylloidtumor gutartig, aber die Vorhersage ist schwierig. Selten metastasieren auch ursprünglich gutartig erscheinende Phylloidestumore.

## Symptome
Die Knoten des Tumors sind meist gut zu ertasten. Die Oberfläche ist sehr unregelmäßig. Der Tumor kann durch die Haut „blumenkohlartig“ nach außen gelangen. Da der Tumor sehr schnell wächst, kann er zu einer erheblichen Brustvergrößerung führen.

## Diagnose
Zur Abgrenzung zum Fibroadenom reichen Mammographie und Sonographie nicht aus. Erst andere bildgebende Verfahren wie MRT und eine Gewebeprobe (Biopsie) ermöglichen die sichere Diagnose. Die Klassifikation der Bösartigkeit basiert auf dem Anteil der entarteten Zellen.

## Therapie
Gutartige Formen werden operativ entfernt (ausgeschält).
Bei bösartigen und Grenzformen bzw. bei großen fingerartigen Ausläufern des Tumors muss das benachbarte gesunde Gewebe mit entfernt werden, je nach Größe auch die ganze Brust. Bei tastbaren Achsellymphknoten müssen auch diese entfernt werden. Eventuell ist eine Nachbestrahlung erforderlich.